# Nicéphore Comnène
Nicéphore Comnène (en grec : Νικηφόρος Κομνηνός, vers 970 - après 1026/1027) est un général byzantin sous les empereurs Basile II et Constantin VIII. Il sert comme gouverneur de la région arménienne du Vaspourakan et est l'un des premiers membres connus de la famille des Comnènes.

## Biographie
Nicéphore Comnène est l'un des premiers membres attestés de la famille des Comnènes mais rien n'est connu du début de sa vie. Même ses liens avec la principale branche de cette famille sont inconnus. L'historien grec Konstantinos Varzos suggère qu'il est né autour de l'année 970 et qu'il est le plus jeune frère de Manuel Erotikos Comnène, le premier Comnène connu. Toutefois, ces deux affirmations ne peuvent être vérifiées,.
Il apparaît pour la première fois dans les sources vers 1022. À cette date, le roi du Vaspourakan, Sénéqérim-Hovhannès de Vaspourakan, n'est pas en mesure de s'opposer à la pression de ses voisins musulmans. Il décide alors de livrer son royaume à l'empereur byzantin Basile II en échange d'importantes propriétés et du poste de gouverneur du thème de Sébastée,. Dans un premier temps Basile II confie la nouvelle province à Basile Argyre mais il doit rapidement le remplacer en raison de son incompétence. Le protospathaire Nicéphore Comnène est choisi comme successeur. En tant que gouverneur de la province, il a le titre soit de stratège, soit de catépan. Il parvient rapidement à imposer l'autorité byzantine sur la région. L'historien arménien Aristakès Lastivertsi rapporte qu'il s'empare de la ville d'Arzès, sur la rive nord du lac de Van. Il l'incorpore à sa province, bien que l'historien arabe de confession chrétienne Yahya d'Antioche, estime que la prise d'Arzès est effectuée par Basile II en personne.
Nicéphore Comnène continue de servir comme stratège du Vaspourakan lors du règne de Constantin VIII, frère et successeur de Basile II à partir de 1025. Toutefois, en 1026, il tombe en disgrâce car des soupçons de déloyauté pèsent sur lui. Il est alors rappelé à Constantinople où il est aveuglé,. Deux versions différentes existent quant aux raisons de son rappel. Le chroniqueur byzantin Jean Skylitzès affirme qu'il exige une preuve écrite du soutien de ses troupes, pour s'assurer de leur loyauté alors qu'il s'apprête à attaquer les chefs turcs de la région. Toutefois, cet événement est interprété par Constantin comme une tentative de Nicéphore de créer une force qui lui est personnellement loyale,,. Tandis que Skylitzès affirme que les soupçons qui pèsent sur Nicéphore sont infondées et accuse la méfiance excessive de Constantin, Aristakès rapporte que Nicéphore échange avec le roi Georges Ier de Géorgie, dans le but de trahir l'empereur, soit pour s'emparer de sa place, soit pour constituer le Vaspourakan en royaume indépendant. Quand les forces du thème de Cappadoce apprennent cela, ils capturent Nicéphore et l'envoient à Constantinople. Là, Constantin VIII examine attentivement l'affaire et est convaincu de la culpabilité de Nicéphore, ce qui le conduit à ordonner son aveuglement avec huit de ses compagnons l'année suivante,.
La date exacte de sa mort et le sort de ses successeurs sont inconnus.